# Fernando Mayoral
Fernando Mayoral Dorado (Valencia de Alcántara; 1930-Galicia; 14 de junio de 2022) fue un escultor español.

## Biografía
En 1947 ingresó en la Escuela de Nobles y Bellas Artes de San Eloy y en la Escuela de Artes y Oficios Artísticos de Salamanca. De 1949 a 1954 estudió en la Escuela Superior de Bellas Artes de San Fernando en Madrid, donde obtuvo el título de licenciado en Bellas Artes.
En 1957, mediante una beca la Dirección General de Relaciones Culturales del Ministerio de Asuntos Exteriores, estudió en Italia, donde fue alumno del arquitecto Pier Luigi Nervi.
Obtuvo las plazas de catedrático del IES Torres Villarroel y de profesor asociado de Escultura en la Facultad de Bellas Artes de la Universidad de Salamanca.
Falleció el 14 de junio de 2022 a los noventa y dos años.

## Obras
Aunque su obra principal sea la escultura urbana y religiosa fue también un consumado paisajista y autor de retratos.

### Escultura urbana

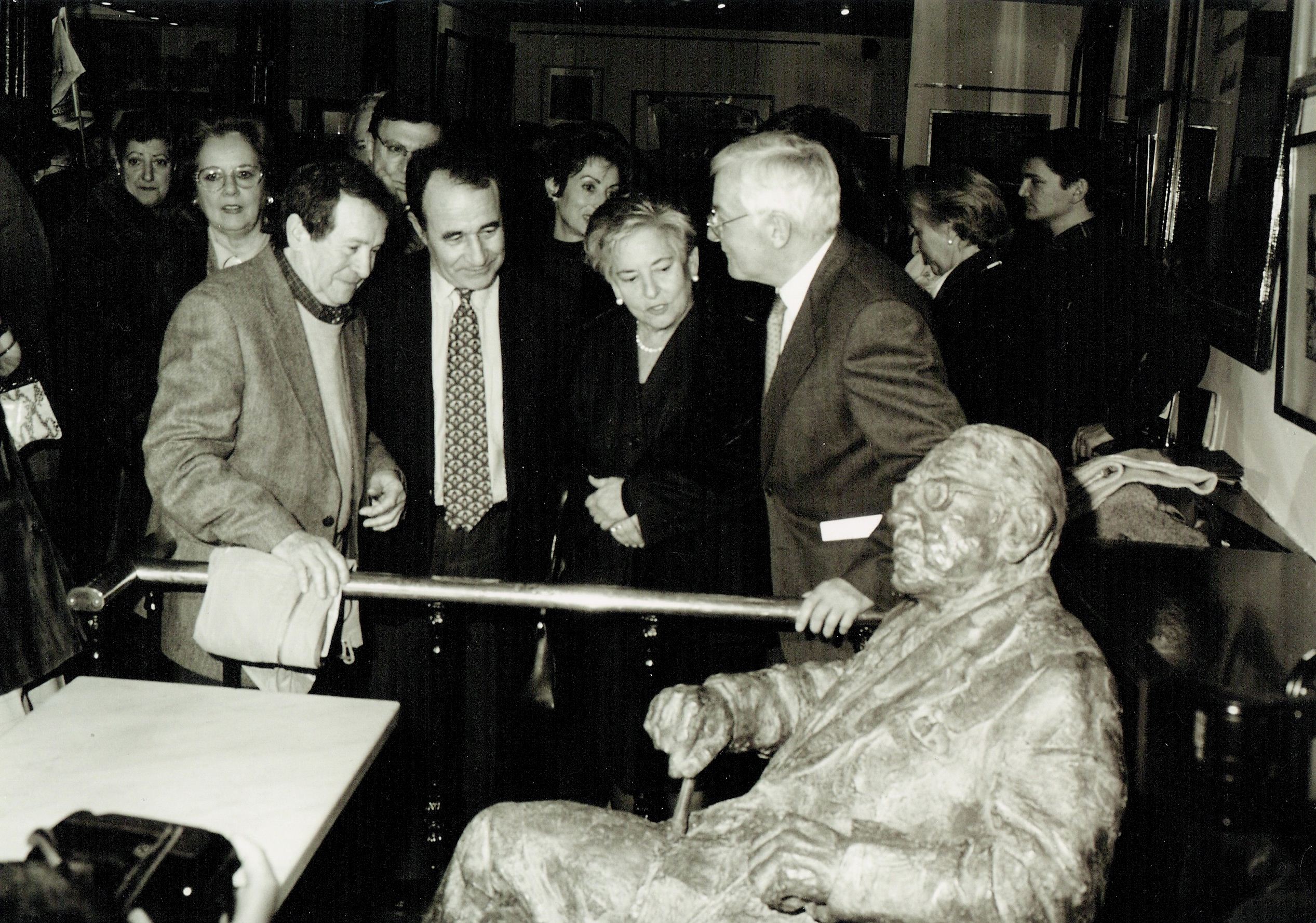
Fernando Mayoral (a la izquierda) durante la presentación de la escultura en memoria a Torrente Ballester en el Café Novelty de Salamanca en 2000, junto con el escritor gallego Carlos Casares Mouriño y el director de la RAE Víctor García de la Concha

En 1956 realizó una escultura en hierro: El Alma de la Ciudad (actualmente en los jardines de los comedores universitarios de la Universidad de Salamanca).

En 1980 esculpió en la Plaza Mayor de Salamanca el medallón con la efigie de Lord Wellington. Posteriormente, en esta misma plaza, llevó a cabo los relieves de Alberto de Churriguera (1993), y Carlos II (1999).

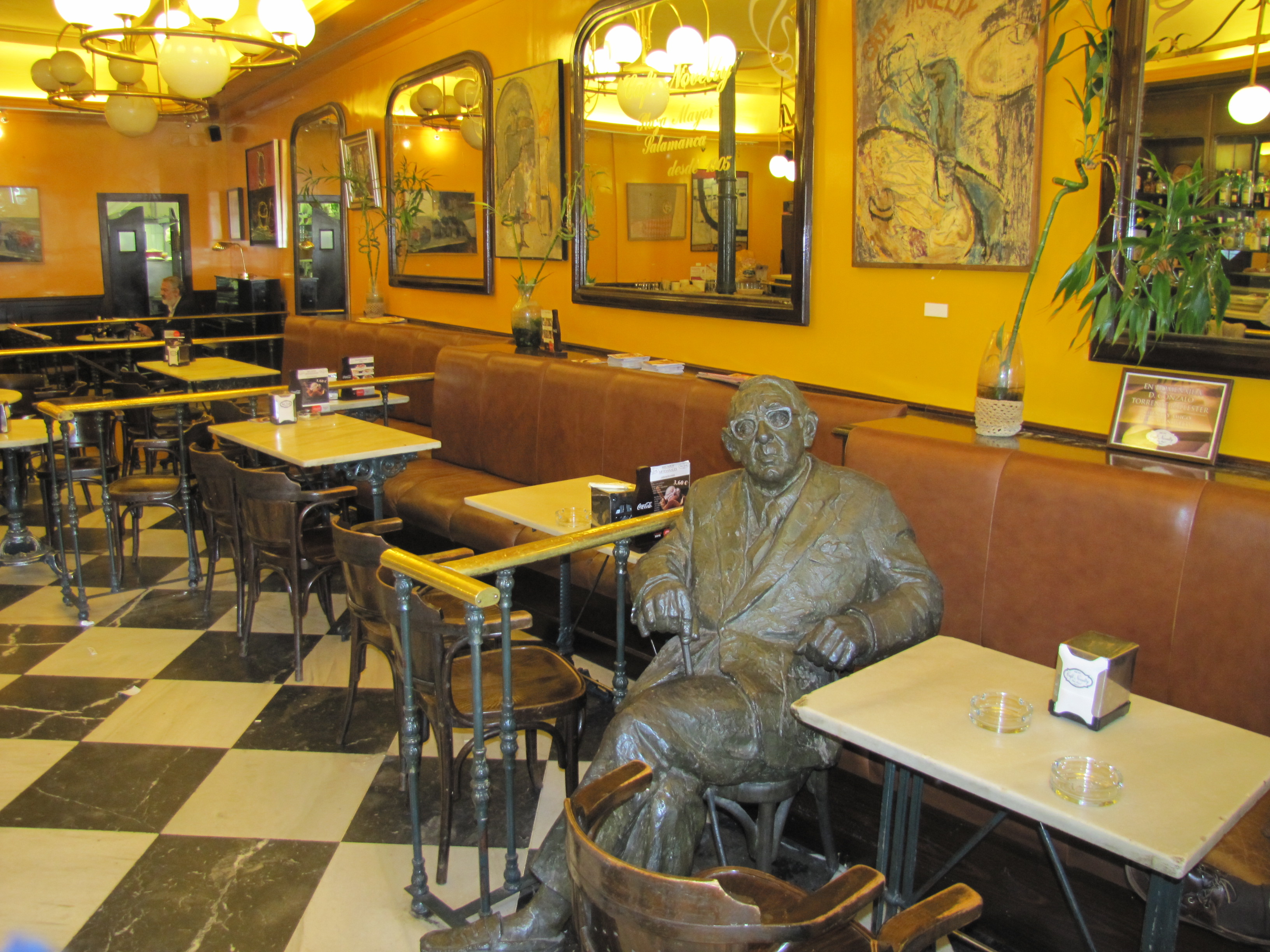
Estatua dedicada a Torrente Ballester, en el Café Novelty en la Plaza Mayor de Salamanca.

Otras obras urbanas que el artista ha realizado para la ciudad de Salamanca son:
- San Juan de la Cruz (1992)
- Gonzalo Torrente Ballester (2000), dedicada a su amigo y situada en el centenario café literario Novelty, en la Plaza Mayor de Salamanca.
- Busto de Germán Sánchez Ruipérez (2001)
- Monumento a Filiberto Villalobos
- Monumento a Alberto Churriguera (2005).
- Monumento a Vicente del Bosque (2017).[3]

### Obra religiosa
En escultura religiosa, tras obtener el primer premio en un concurso celebrado a nivel nacional, se le encargó la ejecución del paso de La Santa Cena (1989) para la Cofradía de la Vera Cruz de Zamora. En 1991 terminó la efigie de Santa Teresa de Jesús que se muestra junto a la basílica de Alba de Tormes (Salamanca). En 2001 realizó el paso La conversión del centurión para la Real Cofradía del Santo Entierro (Zamora). En 2017, con ochenta y siete años, talló el Cristo de la Humildad para la Hermandad Franciscana de Salamanca, que resultó ser la última obra del artista.